# Resan (a viagem)
Resan (A viagem, traduzido do sueco) é um documentário de 1987 de Peter Watkins, feito em vários continentes, entre os anos de 1983 e 1985,  estruturado em torno do tema das armas nucleares, gastos militares e a pobreza. As pessoas comuns são questionadas sobre a consciência  desses problemas.
Com 14 horas e 33 minutos de duração, Resan é o segundo filme não experimental mais longo já feito,  seguido de Amra Ekta Cinema Banabo.  Foi exibido no Festival of Festivals de 1987,  e também no "Fórum Internacional para o Novo Cinema" do Festival de Cinema de Berlim em 1987, mas raramente foi visto desde então. Em fevereiro de 2007, foi exibido no Festival Internacional de Cinema Contemporâneo da Cidade do México (FICCO) participando da retrospectiva sobre o diretor, Peter Watkins. Entre 25 de abril e 1 maio de 2007, todas as 19 partes do filme foram exibidas no Austrian Filmmuseum em Viena e Áustria, também em uma retrospectiva de Watkins. .